# Björkhäll
Björkhäll este o arie protejată (arie specială de conservare — SAC, sit de importanță comunitară — SCI) din Suedia întinsă pe o suprafață de 36,1 ha, integral pe uscat.

## Localizare
Centrul sitului Björkhäll este situat la coordonatele 55°58′12″N 14°12′04″E / 55.97°N 14.2012°E.

## Înființare
Situl Björkhäll a fost declarat sit de importanță comunitară în decembrie 1998 pentru a proteja 1 specie de animale. Situl a fost protejat și ca arie specială de conservare în martie 2011.

## Biodiversitate
Situată în ecoregiunea continentală, aria protejată conține 2 habitate naturale: Pajiști cu Molinia pe soluri calcaroase, turboase sau argilos-nămoloase (Molinion caeruleae), Mlaștini alcaline.
La baza desemnării sitului se află o specie protejată de  nevertebrate: Vertigo geyeri.